# Mestor (Sohn des Pterelaos)
Mestor (altgriechisch Μήστωρ Mḗstōr) ist in der griechischen Mythologie einer der Söhne des Pterelaos, war also göttlicher Abstammung von Poseidon, dem Großvater des Pterelaos.
Als Geschwister hatte er die Brüder Chromios, Tyrannos, Antiochos, Chersidamas und Eueres, sowie die Schwester Komaitho.
Mestor und seine Brüder versuchten während der Regierung des Elektryon in Mykene diesem die Herrschaft streitig zu machen und als Nachfahren des Perseussohns Mestor für sich zu reklamieren. Bei den sich anschließenden Auseinandersetzungen kamen alle Brüder bis auf Eueres um.
Nach einem Scholion zu Homers Ilias war Pterelaos mit Hippothoe vermählt, die also die Mutter des Mestor gewesen wäre.